# Gladranddrieklauw
De gladranddrieklauw (Apalone mutica) is een schildpad uit de familie weekschildpadden (Trionychidae).

## Naam en indeling
De wetenschappelijke naam van de soort werd voor het eerst voorgesteld door Charles Alexandre Lesueur in 1827. Oorspronkelijk werd de wetenschappelijke naam Trionyx muticus gebruikt. De schildpad behoorde eerder tot de geslachten Trionyx en Aspidonectes, waardoor de literatuur niet altijd eenduidig is. De soortaanduiding mutica betekent vrij vertaald 'afgeknot' en slaat op de snuitpunt die langwerpig is maar abrupt eindigt.
Er worden twee ondersoorten erkend die onderstaand zijn weergegeven, met de auteur en het verspreidingsgebied.
| Naam                   | Auteur        | Verspreidingsgebied    |
| ---------------------- | ------------- | ---------------------- |
| Apalone mutica calvata | Webb, 1959    | Mississippi            |
| Apalone mutica mutica  | LeSueur, 1827 | De rest van het areaal |

## Uiterlijke kenmerken
De maximale rugschildlengte is 36 centimeter voor de vrouwtjes, mannetjes blijven kleiner tot 18 cm. De gladranddrieklauw is een typische weekschildpad; het schild is zeer plat en doet door leder-achtige huid, die ver uitsteekt over de schildrand, denken aan een pannenkoek. Het schild heeft een ronde vorm en draagt bij de volwassen dieren geen kielen. 
De kleur van het rugschild is olijfgroen tot oranjebruin, met vele kleine zwarte vlekjes of streepjes aan de bovenzijde. De rand van het schild en het buikschild zijn geel van kleur. De kop en ledematen zijn groen, aan de zijkant van de kop is een kenmerkende gele, donkeromzoomde vlek aanwezig.  
Mannetjes blijven kleiner dan vrouwtjes en hebben daarnaast een langere en dikkere staart . Vrouwtjes hebben grotere klauwen aan de achterpoten en mannetjes langere klauwen aan de voorpoten.

## Levenswijze
De gladranddrieklauw is een zeer goede zwemmer die gemakkelijk tegen de stroom in kan zwemmen. De mannetjes nemen regelmatig een zonnebad, de vrouwtjes doen dit zelden. Deze schildpad kan tot 5 uur onder water verblijven met behulp van huidademhaling. 
Op het menu staan voornamelijk insecten en daarnaast worden ook wel andere dieren buitgemaakt zoals wormen, slakken, kreeftachtigen, tweekleppigen, vissen, zoogdieren, vogels en amfibieën. Een deel van het voedsel bestaat uit plantaardig materiaal zoals fruit, zaden en algen.

## Voortplanting
Tijdens de balts besnuffelen de mannetjes de pcloaca van het vrouwtje en bijten haar voorafgaand een de paring waarbij ze ronduit agressief kunnen zijn. In de natuurlijke areaal zetten de vrouwtjes van m,ei tot juni de eieren af in een zelfgegraven nest dat op enige tientallen meters van het water wordt gemaakt. Het aantal eieren varieert van drie tot 33, ze  komen na negen tot elf weken uit. De eieren hebben een dikke schaal en een ronde vorm, ze hebben een diameter van 20 tot 23 millimeter. 

## Verspreiding en habitat
De schildpad komt voor in delen van Noord-Amerika en leeft endemisch in de Verenigde Staten. De soort komt hier in een groot deel van het midden van het land voor en kan worden aangetroffen in de staten Ohio, Minnesota, North Dakota, South Dakota, Nebraska, Kansas, Oklahoma, Texas, Mississippi, Missouri, Iowa, Arkansas, Louisiana, Illinois, Wisconsin, Indiana, Kentucky, Tennessee, Virginia, Alabama, Florida en New Mexico. In de staat Pennsylvania is de schildpad waarschijnlijk uitgestorven.
Het is een bewoner van zowel stilstaande als snel stromende wateren zoals rivieren, moerassen en meren. Een zanderige bodem met enige schuilplaatsen als rotsen of waterplanten hebben de voorkeur. 

## Beschermingsstatus
De schildpad heeft te lijden onder menselijke activiteiten zoals de aantasting van de habitat en watervervuiling. Deze soort is daar extra gevoelig voor omdat de ademhaling deels plaatsvindt door de huid. Door de internationale natuurbeschermingsorganisatie IUCN is de beschermingsstatus 'veilig' toegewezen (Least Concern of LC).